# Afterhours
Ne doit pas être confondu avec After Hours.
Afterhours est un groupe italien de rock alternatif, originaire de Milan. Avec Marlene Kuntz, ils sont considérés comme les porte-drapeaux du rock alternatif italien. La formation actuelle est composée de Manuel Agnelli, leader et chanteur du groupe, Roberto Dell'Era (basse), Rodrigo D'Erasmo (violon, claviers), Xabier Iriondo (guitare), Fabio Rondanini (batterie) et Stefano Pilia (guitares).
Formé en 1986, le groupe fait ses débuts en 1987 avec le 45 tours My Bit Boy. Il publie ensuite un premier EP, intitulé All the Good Children Go to Hell, chanté en anglais. Après quelque temps, ils décident de chanter en italien à partir de l'album Germi, sorti en 1995.

## Histoire

### Débuts
Le groupe est formé en 1986 à Milan d'une idée de Manuel Agnelli. Le premier line-up comprenait Paolo Cantù (précédemment guitariste du groupe industriel Tasaday, puis membre de Six Minute War Madness et A Short Apnea) à la guitare, Lorenzo Olgiati à la basse, Alessandro Pelizzari à la batterie, remplacé plus tard par Max Donna. Le nom du groupe est un hommage au Velvet Underground de Lou Reed, auteur de la chanson homonyme.
Le groupe fait ses débuts en 1987 avec le 45 tours My Bit Boy, suivi un an plus tard par l'album All the Good Children Go to Hell, tous deux produits et distribués par Toast Records. Le choix est de chanter en anglais. Les principales influences musicales du groupe sont The Velvet Underground et Television. L'album, entièrement écrit par Agnelli, est présenté à Turin au début du mois de juillet 1987 lors d'un concert dans le parc Pellerina, en compagnie de deux autres membres du label, Statuto et Powerillusi. 1990 est une année importante pour le groupe, qui commence par un changement de label : Afterhours passe de Toast Records à Vox Pop. La même année, le groupe participe à l'album hommage à Joy Division publié par Vox Pop Something about Joy Division, avec une réinterprétation de la chanson Shadowplay, réinterprétée dans une tonalité acoustique. Mais surtout, 1990 est l'année de leur premier album, During Christine's Sleep, caractérisé par des atmosphères introspectives et soufflées, dans un jeu de clair-obscur qui ne dédaigne pas pour autant certains passages rugueux. Ils se font remarquer sur la scène rock italienne et au-delà, puisqu'ils sont invités, grâce aussi à l'influence du magazine américain Alternative Press, à représenter l'Italie au New Music Seminar de New York.
Après le mini-album Cocaine Head de 1991, leur première œuvre avec Giorgio Prette à la batterie et Cesare Malfatti à la guitare, Afterhours a également joué à Berlin, à l'occasion des Journées de l'Indépendance de Berlin. Ils retournent ensuite en studio pour enregistrer l'album Pop Kills Your Soul, qui sort en 1993 avec des paroles toujours en anglais et une formation renouvelée de quatre membres ; le guitariste Xabier Iriondo rejoint le groupe, tandis que Cantù et Olgiati le quittent. Certains titres seront repris, traduits en italien et inclus dans l'album suivant intitulé Germi, le premier album du groupe en italien. En 1993, Afterhours chante pour la première fois en italien, avec une interprétation de Mio fratello è figlio unico, incluse dans l'album hommage à Rino Gaetano (et plus tard dans l'album Germi) lié à Arezzo Wave cette année-là. L'enregistrement de La Canzone popolare pour l'album hommage à Ivano Fossati I disertori (1994, Columbia Records) a suivi.

### Tournant et années 2000

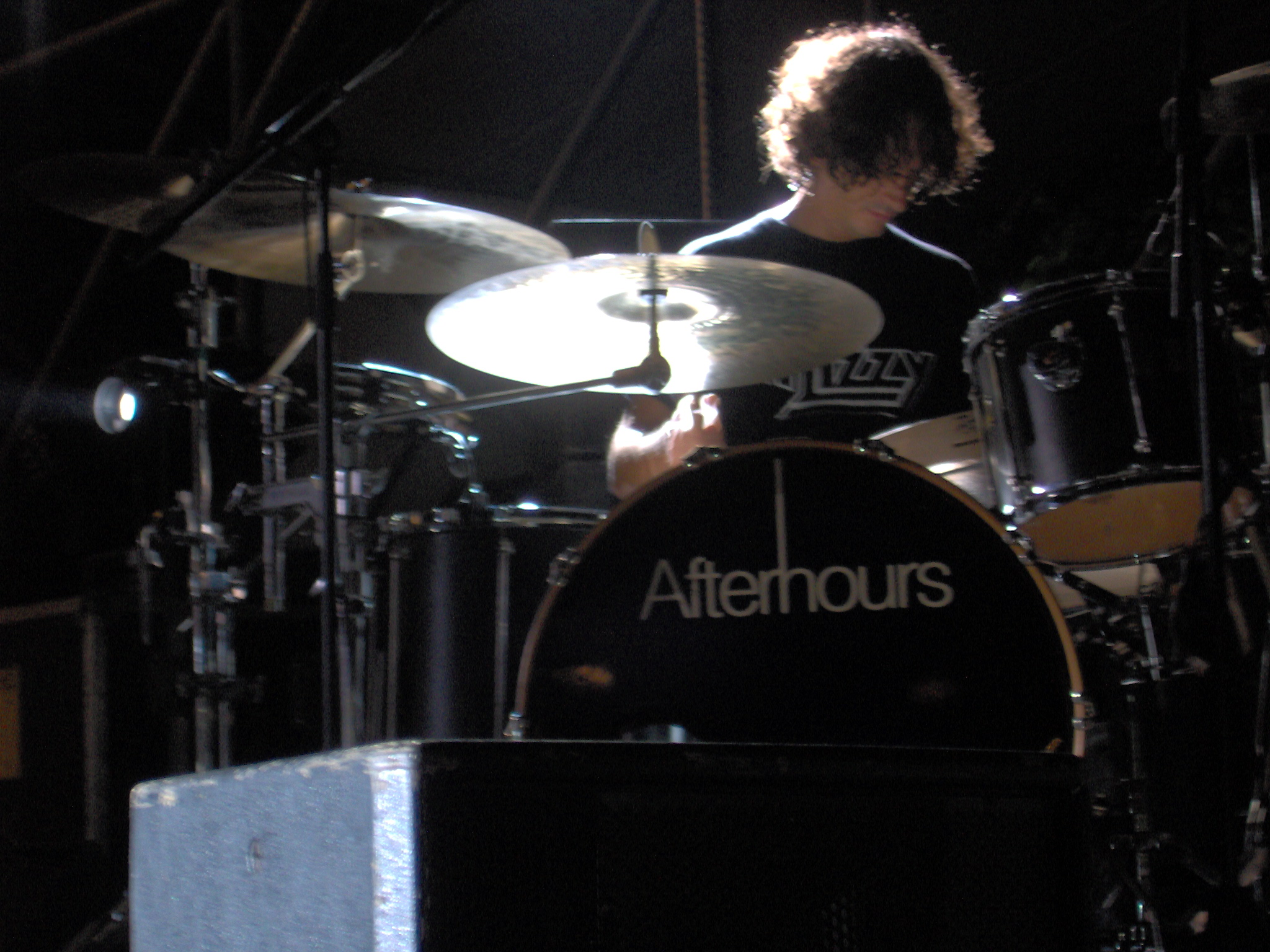
Giorgio Prette.

C'est précisément avec l'album Germi (Vox Pop) sorti en 1995, le premier chanté en italien, qu'apparaissent clairement les caractéristiques typiques qui feront la fortune du groupe : un son direct, avec parfois des ouvertures mélodiques inattendues, des inspirations punk, noise, psychédélique, post-punk et post-grunge, mais aussi extra-musicales avec des éléments burroughsiens et dadaïstes, des paroles anarchiques, parfois sarcastiques, moqueuses et sensuelles. Entretemps, la consécration définitive d'Afterhours arrive lorsque Mina inclut dans son album Leggera une réinterprétation de Dentro Marilyn de l'album Germi, ré-intitulée Tre volte dentro me.
Deux ans plus tard, en 1997, le groupe produit ce que beaucoup considèrent comme son chef-d'œuvre et qui a laissé une marque fondamentale dans l'histoire du rock alternatif en Italie : Hai paura del buio ?, publié par Mescal le 20 octobre, est une œuvre plus éclectique que Germi. Après cet album, le bassiste Alessandro Zerilli quitte le groupe. Le 13 mai 1999, un nouvel album sort. Il s'agit de Non è per sempre, qui change considérablement de direction par rapport aux deux albums précédents. Le son est moins brut et agressif, avec l'entrée permanente des violons de Dario Ciffo et de Roberta Castoldi au violoncelle. Parmi les titres les plus représentatifs, l'album inclut Milano circonvallazione esterna, La Verità che ricordavo, et Non si esce vivi dagli anni '80. Parmi les dates de la tournée qui suit la sortie de l'album, on notera celle de Bologne, où Afterhours partage la scène avec R.E.M.
Après Non è per sempre, Manuel Agnelli peut se consacrer à divers projets, tant éditoriaux (Il meraviglioso tubetto) que musicaux (collaboration avec Emidio Clementi, leader de Massimo Volume dans le projet Gli agnelli clementi). Le 9 février 2001 sort le double album live Siam tre piccoli porcellin, composé d'un CD électrique et d'un CD acoustique enregistré dans des théâtres, qui contient également l'inédit La Sinfonia dei topi. Ils inaugurent ensuite le projet Tora! Tora!, un festival itinérant réunissant le meilleur de la scène alternative italienne (un projet également applaudi par le créateur de Lollapalooza, Perry Farrell de Jane's Addiction/Porno for Pyros). Marlene Kuntz, Subsonica, Massimo Volume (it), Cristina Donà (it) et les Modena City Ramblers, entre autres, se produisent sur la scène de Tora! Tora!
Le 15 avril 2005, Ballate per piccole iene sort, avec Greg Dulli comme producteur. Sorti avec 4 reprises différentes, il se classe 2e dans le classement FIMI. Cette œuvre contient des morceaux « cultes » du groupe tels que Ci sono molti modi, Ballata per la mia piccola iena, La sottile linea bianca et La Vedova bianca. Afterhours repart en tournée, venant jouer en 2006 aux États-Unis et en Allemagne, accompagné à nouveau par Greg Dulli (ex-Afghan Whigs) et, lors de la date Rome du 11 septembre au Villaggio Globale, également par Mark Lanegan (ex-Screaming Trees), témoignant de l'importance du groupe milanais, et pas seulement sur la scène italienne. Cet album, et cette tournée, voient l'entrée en scène de l'auteur-compositeur-interprète milanais Roberto Dell'Era, qui joue de la basse dans le groupe à la place d'Andrea Viti. À la même époque, le multi-instrumentiste Enrico Gabrielli rejoint également le groupe.
Le 3 octobre 2008, une compilation non autorisée du groupe est publiée par EMI. Il s'agit de Cuori e demoni, composé de 32 titres répartis sur deux CD, couvrant les dix années de carrière du groupe d'Agnelli (à l'exclusion du dernier album). Une version deluxe a également été publiée, avec un DVD contenant tous les clips vidéo réalisés. Le 24 octobre 2008, la « réédition » de I milanesi ammazzano il sabato sort, et contient, en plus de l'album, un deuxième CD contenant 9 titres : 5 enregistrées en direct à l'auditorium Demetrio Stratos de Radio Popolare à Milan, 2 à l'auditorium Cavea à Rome, l'inédit Due Di Noi (dans lequel chante Roberto Dell'Era) et une réinterprétation de Nirvana intitulée You Know You're Right. Il contient également un livret avec plus de 20 photos inédites de la tournée 2008. Avec la fin du contrat qui les liait à Universal, ils participent en février 2009 au 59e Festival de Sanremo sous la demande explicite du présentateur Paolo Bonolis. La chanson proposée est Il paese è reale, avec laquelle ils sont éliminés au premier tour, mais qui a néanmoins valu au groupe le prestigieux Prix de la critique Mia Martini.
En octobre 2009, ils retournent aux États-Unis, où ils se produisent dans le cadre de la Hit Week L.A. aux côtés d'autres artistes italiens. Après la tournée 2009 Voglio far qualcosa che serva tour, qui voit le groupe de Manuel Agnelli se produire sur les scènes les plus importantes d'Italie, Afterhours aborde l'année 2010 avec un nouveau projet théâtral, qui les voit sur scène avec le GnuQuartet et de nombreux invités, dont Antonio Rezza.

### Début des années 2010

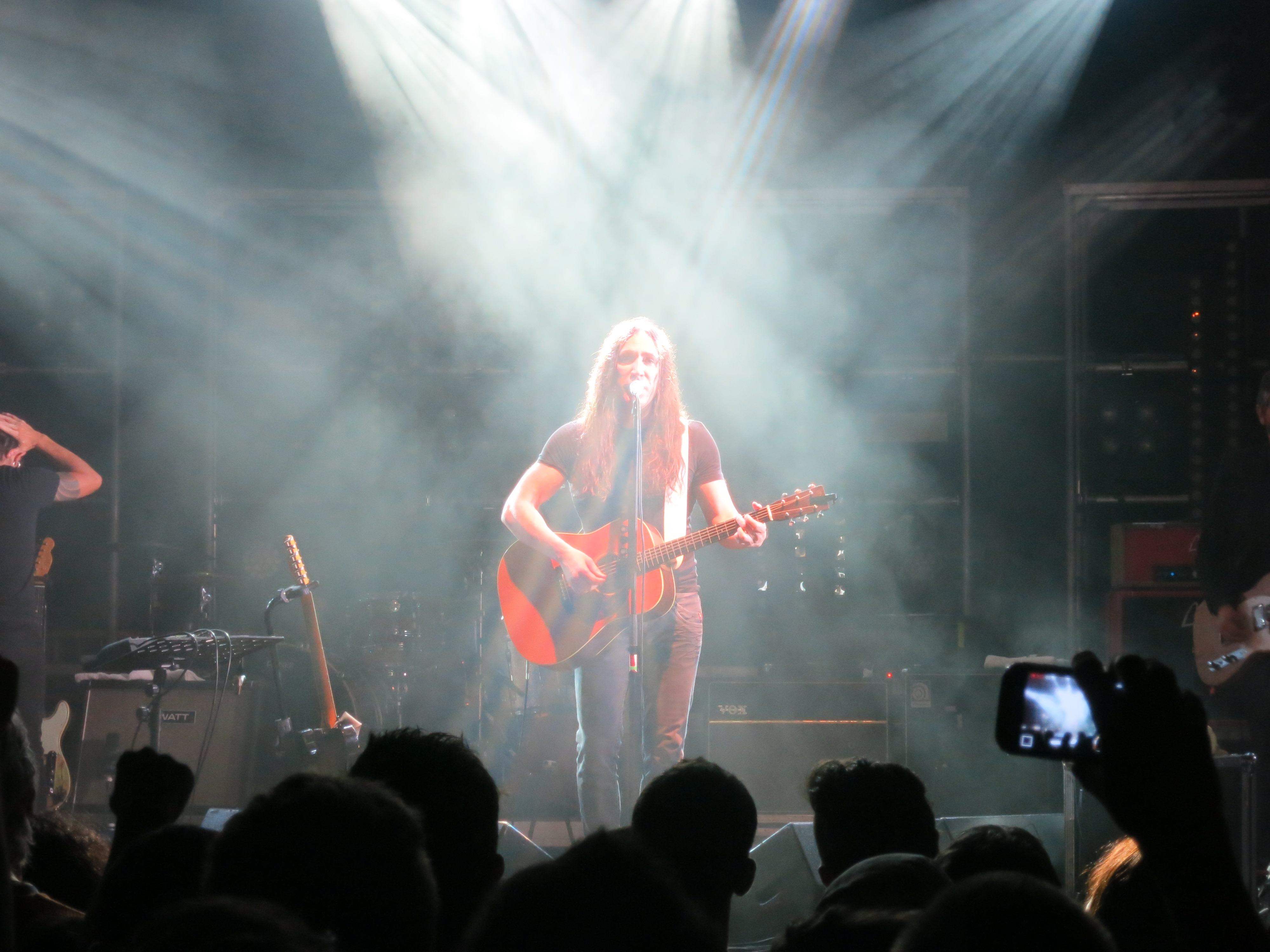
Manuel Agnelli pendant une date de la tournée Hai paura del buio? de 2014.

Lors de la tournée d'été 2010, puis lors de la tournée 2011, après des années d'absence, Xabier Iriondo revient jouer avec le groupe. Durant l'automne 2010, ils commencent l'enregistrement du nouvel album studio, qui verra le jour en 2012, brièvement interrompu pour jouer à Shanghai, en Chine, invités du Commissariat général du gouvernement pour l'Expo 2010 pour deux concerts, dont un dans la Mao Live House.
En 2011, ils participent au tournage du film Cosimo e Nicole de Francesco Amato. La scène mettant en scène Afterhours est notamment filmée lors du concert du 22 septembre à Collegno (TO). À cette occasion, Verdena et Bud Spencer Blues Explosion se sont également produits et ont donc participé au film. Le film sort au cinéma le 29 novembre 2012.
Le 29 février 2012, ils sortent un EP intitulé Meet Some Freaks on Route 66, distribué uniquement en supplément du mensuel La Repubblica XL et contenant 8 titres revisités et enregistrés aux États-Unis, dont une chanson de Fred Neil, Dolphins, interprétée avec Majakovich. Le même jour, ils officialisent la date de sortie et le titre du dixième album studio du groupe, qui sort le 17 avril 2012 et s'intitule Padania. Le 1er mars 2012, ils sortent la chanson La Tempesta è in arrivo, bande originale de la série télévisée Faccia d'angelo de Sky Cinema, également incluse dans le nouvel album.
Le 27 mars 2012, EMI publie une collection non autorisée d'Afterhours, intitulée The Best of. La compilation, comme dans le cas du précédent Cuori e demoni (publié peu après I milanesi ammazzano il sabato et avant la participation du groupe au Festival de Sanremo 2009), est sortie à une date proche de celle de l'album Padania. Afterhours critique ce choix, faisant savoir qu'ils « n'ont jamais été impliqués dans cette opération, comme la dernière fois, et qu'ils n'ont rien eu à voir avec le choix des chansons, du titre ou de la couverture de la compilation. » Le 1er mai suivant, lors du concert du Premier mai à Rome, une polémique est déclenchée par la non-présentation d'Afterhours, annulée au dernier moment par l'organisation en raison de problèmes techniques. Le groupe, en effet, n'a pas pu monter sur scène, alors que sa prestation était prévue à 23 h 6, en raison d'un dépassement du temps imparti au regard de la réglementation sur la pollution sonore. En octobre 2012, grâce à Padania, ils remportent le Targa Tenco du « meilleur album » de l'année et le PIMI (Prix italien de la musique indépendante), organisé par la MEI en tant que « meilleur groupe », ce dernier prix étant remis en décembre suivant à Bari lors du Medimex. Toujours en décembre 2012, ils reçoivent le Music and Records.
Le 6 mars 2013, la vidéo de Spreca una vita est publiée, filmée par Graziano Staino au Teatro Rossi à Pise. Toujours en 2013, à l'occasion du Club tour 2013, le groupe sort une version de Padania en collaboration avec le label Black Candy Records à partir du mois d'avril et disponible en CD et vinyle. Le disque est distribué en Europe, Japon et Canada par le prestigieux label Rough Trade. La version vinyle, composée d'un double 12" transparent, est également distribuée en Italie à partir du 1er avril 2013 en édition limitée (500 exemplaires). En juillet 2013, ils annoncent le début d'un nouveau projet appelé Hai paura del buio?, comme l'album homnoyme sorti en 1997. Il s'agit d'un festival culturel itinérant auquel participent non seulement d'autres musiciens (dont Marta sui Tubi, Il Teatro degli Orrori, Ministri, Daniele Silvestri et Verdena), mais aussi des acteurs de cinéma et de théâtre (Marta sui Tubi, Il Teatro degli Orrori, Ministri), ainsi que des acteurs de cinéma et de théâtre (Antonio Rezza avec Flavia Mastrella, Michele Riondino), des écrivains (Chiara Gamberale, Paolo Giordano), des dessinateurs et des danseurs,.
Le 11 mars 2014, Universal Music Group publie l'édition spéciale de Hai paura del buio ?, un album d'Afterhours sorti en 1997. Le projet implique plusieurs artistes de premier plan de la scène musicale italienne et internationale qui ont collaboré avec Afterhours pour réinterpréter les chansons qui composent l'album et offrir au public une version nouvelle et spéciale. Outre le nouveau CD, l'édition spéciale contient également la version remastérisée de l'album original. « Sur les disques, nous avons toujours été réfractaires à l'idée d'avoir des invités », explique Manuel Agnelli, « Mais aujourd'hui, presque vingt ans plus tard, il nous a semblé juste de le faire. » Au printemps, la tournée Hai paura del buio? démarre, organisée par Live Nation.
Le 1er mai 2014, le groupe se produit à Tarente lors du concert du premier mai organisé par le Comité des citoyens et des travailleurs libres et pensants (directeurs artistiques Michele Riondino et Roy Paci, présentateurs Luca Barbarossa, Valentina Petrini et Andrea Rivera) et comprenant également Vinicio Capossela, Caparezza, Sud Sound System, Tre Allegri Ragazzi Morti, Après La Classe, 99 Posse, Paola Turci, Nobraino et d'autres artistes. En novembre 2014, le groupe subit deux changements : Giorgio Prette annonce son départ du groupe et peu après, le groupe annonce la fin de sa collaboration avec Giorgio Ciccarelli et l'arrivée de Fabio Rondanini (Calibro 35) et Stefano Pilia (Massimo Volume).

### Folfiri o Folfox
En mai 2016, le groupe annonce son prochain album studio : il s'agit d'un double album contenant dix-huit titres, intitulé Folfiri o Folfox, du nom de deux traitements de chimiothérapie que le père de Manuel Agnelli avait subis avant sa mort. Le single Il mio popolo si fa sort le 9 mai 2016, suivi de Non voglio ritrovare il tuo nome, sorti le 20 mai suivant,. L'album débute directement à la première position du classement des albums les plus vendus en Italie compilé par FIMI.
En novembre 2017, le groupe sort la compilation Foto di pura gioia pour célébrer le 30e anniversaire de la formation du groupe en 1987. L'album est accompagné d'une nouvelle version de la chanson Bianca mettant en scène Carmen Consoli et dont la vidéo est réalisée par Cosimo Alemà. Entre 2017 et 2018, le groupe propose une tournée de célébration avec la participation du batteur historique Giorgio Prette sur certaines dates. En juillet 2018, à Aulla (Ms), ils remportent le Premio Lunezia Rock d'Autore pour l'album Folfiri o Folfox. Le 30 octobre 2017, l'unique concert du groupe en 2018 est annoncé (le 10 avril exactement au Mediolanum Forum) pour clore les célébrations du 30e anniversaire du groupe. Les invités de la soirée étaient les anciens membres historiques du groupe. Durant les trois heures de concert, en plus du line-up en vigueur depuis 2014, deux autres line-up se sont succédé sur scène, celui de Hai paura del buio? et un line-up des années 1980-1990.

## Membres

### Membres actuels
- Manuel Agnelli - voix, guitare, claviers (depuis 1986)
- Xabier Iriondo - guitare, mahai metak, effets (1992-2001, depuis 2010)
- Roberto Dell'Era - basse, chœurs (depuis 2006)
- Rodrigo D'Erasmo - violon, claviers, guitare, chœurs (depuis 2008
- Fabio Rondanini - batterie (depuis 2014)
- Stefano Pilia - guitare, claviers (depuis 2014)

### Anciens membres
- Paolo Cantù - guitare, chœurs (1986-1990)
- Alessandro Pelizzari - batterie (1986-1988)
- Lorenzo Olgiati - basse, chœurs (1986-1989)
- Roberto Girardi - batterie (1986, 1989-1990)
- Max Donna - batterie (1988-1989)
- Paolo Mauri - guitare basse (1989-1991)
- Cesare Malfatti - guitare (1990-1992)
- Giorgio Prette - batterie (1990-2014)
- Alessandro Zerilli - guitare basse, chœurs (1991-1997)
- Davide Rossi - violon (1994-1995)
- Dario Ciffo - violon, guitare, chœurs (1995-2008)
- Andrea Viti - guitare basse, chœurs (1997-2006)
- Roberta Castoldi - violoncelle (1999-2001)
- Giorgio Ciccarelli - guitare, claviers, chœurs (1999-2014)
- Greg Dulli - guitare, claviers, chœurs (2004-2006)
- Enrico Gabrielli - claviers, cuivres, chœurs (2006-2009)

## Discographie

### Albums studio
- 1990 : During Christine's Sleep
- 1993 : Pop Kills Your Soul
- 1995 : Germi
- 1997 : Hai paura del buio?
- 1999 : Non è per sempre
- 2002 : Quello che non c'è
- 2005 : Ballate per piccole iene
- 2008 : I milanesi ammazzano il sabato
- 2012 : Padania
- 2016 : Folfiri o Folfox

### EP
- 1988 : All the Good Children Go to Hell
- 1991 : Cocaine Head
- 2008 : Le Sessioni ricreative
- 2012 : Meet Some Freaks on Route 66

### Vidéographie
- 2007 : Non usate precauzioni/Fatevi infettare (1985-1997)
- 2007 : Io non tremo (1997-2006)